# Східний Таїланд
Східний Таїланд (тай. ประเทศไทยภาคตะวันออก) — регіон в Таїланді. На сході межує з Камбоджею, а на заході з Центральним Таїландом.

## Географія та економіка
Рельєф регіону характеризується невисокими гірськими хребтами, які чергуються з невеликими басейнами річок, що впадають у Сіамську затоку.
Вирощування фруктів є основним компонентом сільського господарства в регіоні. Важливу роль в економіці відіграє туризм. 
Біля східного узбережжя Таїланду є кілька островів, таких як Ко Січанг, Ко Лан, Ко Самет і Ко Чанг.

## Адміністративний поділ
Згідно з поділом Таїланду на 6 регіонів, Східний Таїланд охоплює 7 провінцій:
1. Чаченгсао (ฉะเชิงเทรา)
2. Чантхабурі (จันทบุรี)
3. Чонбурі (ชลบุรี)
4. Прачінбурі (ปราจีนบุรี)
5. Районг (ระยอง)
6. Сакео (สระแก้ว)
7. Трат (ตราด)